# 引目鉤鼻
引目鉤鼻（ひきめかぎばな）は、平安時代、鎌倉時代の大和絵、風俗画におけるヒトの顔の眼および鼻の類型的、様式的な描写技法である。日本独特の技法であるとされる。

## 概要
つむった眼は細長い墨線ひとすじで、低い外鼻は短い「く」の字形である。
また、顔の輪郭はしもぶくれで、口唇は赤い小さな点であるのも特徴とされる。
描写対象は高貴な人物であることが多い。
法隆寺の聖徳太子絵伝にその初期の例を見ることができ、源氏物語絵巻、扇面古写経の下絵の人物などが好例である。
眼の中ほどにかすかに瞳らしきものが描かれたり、眼の傾きによって人物の心理、表情を読み取らせたりする例もある。